# Taifská království
Taifské státy (arabsky طوائف, tj. ṭawā'if, singulár taifa, arabsky طائفة, tj. plurál ṭā'ifa), častěji však taifská království (španělsky Reinos de Taifas), jsou označení pro drobná muslimská knížectví na Pyrenejském poloostrově, která vznikala během rozpadu Córdobského chalífátu v letech 1009–1031. Označení „taifská království“ není přesné, neboť se nejednalo o království v evropském slova smyslu, ale různorodé emiráty, kde měli vládci obvykle titul emíra a pouze v několika mála případech titul málika (krále).
Taifské státy často mezi sebou bojovaly o vojenskou, mocenskou i kulturní prestiž, avšak bez politické jednoty se nemohly vojensky rovnat křesťanským monarchiím na severu poloostrova.
První období taifských států (1009/1031–1110) začalo pádem Córdobského chalífátu roku 1031 a ukončila jej invaze Almorávidů po pádu Toleda roku 1085. Poté nastalo druhé období taifských států (1140–1203), které bylo ukončeno vpádem Almohadů po dobytí Lisabonu křesťanskými vojsky (1147). Přes snahu těchto reformních berberských hnutí postupem času byla stále větší část muslimských území získávána do rukou křesťanů, následovalo ještě třetí období (1232–1287). Posledním z těchto samostatných knížectví byla Granada, kterou dobyla křesťanská vojska až roku 1492.

## Historie

### Rozpad chalífátu

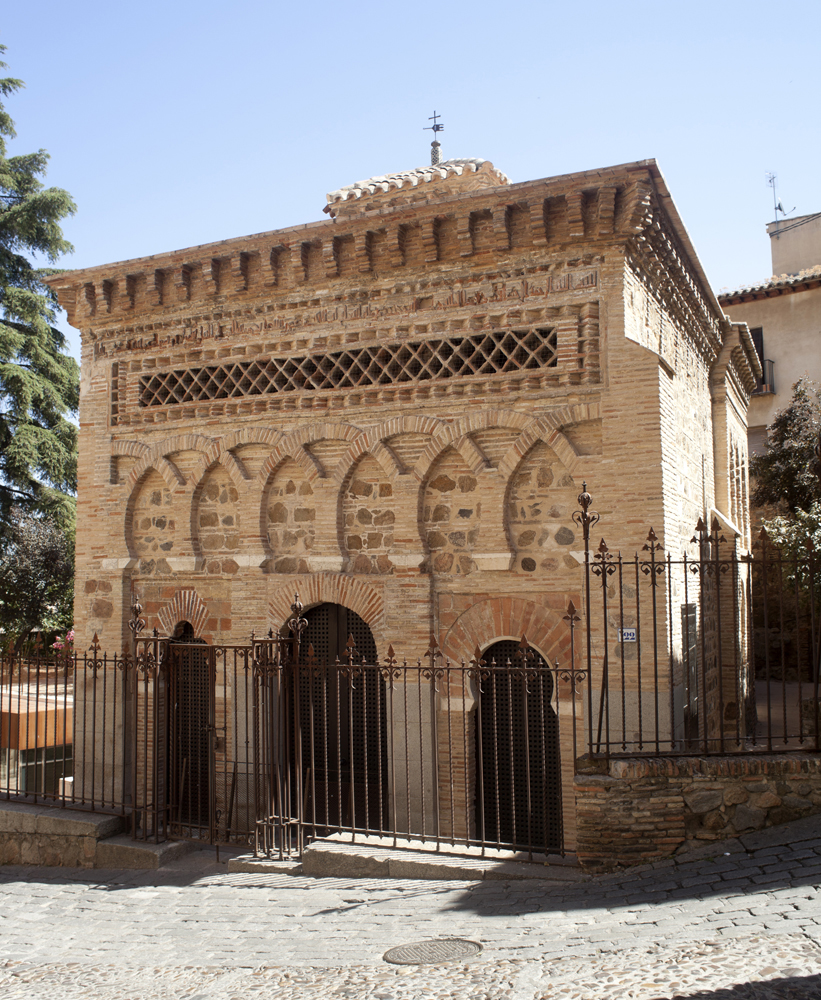
Mešita v Toledu, po dobytí města Alfonsem VI. roku 1085 se zde konaly bohoslužby

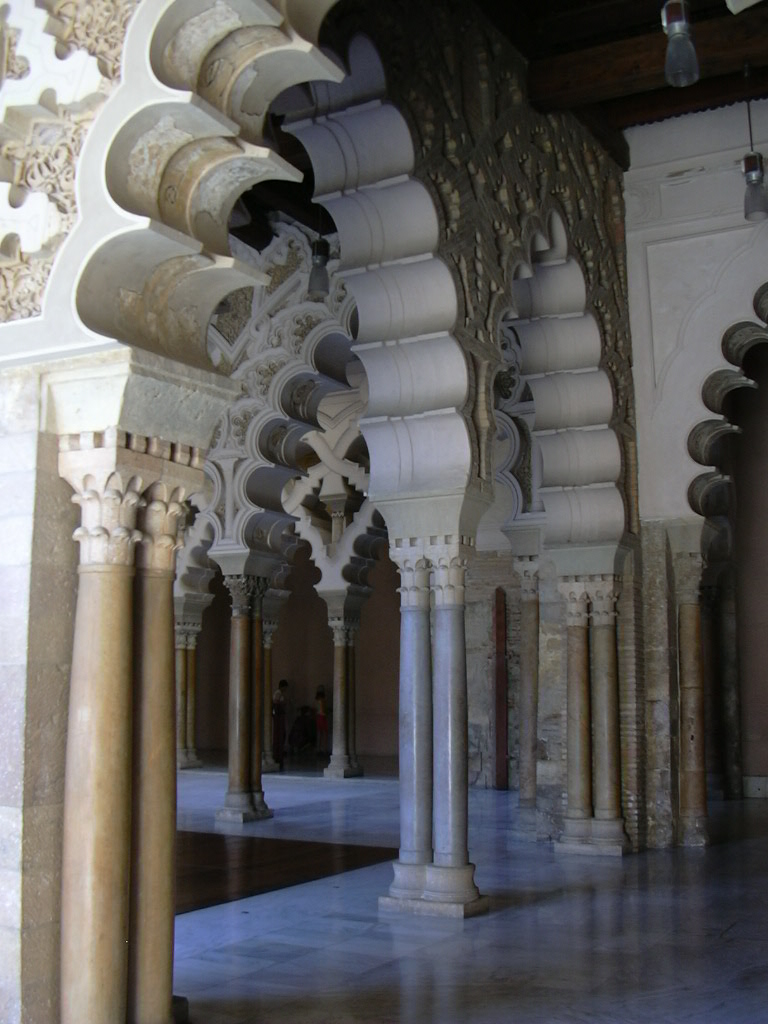
Ukázka architektury z dob taifských království (konec 11. století)

Po svržení posledního umajjovského chalífy se kdysi mocná muslimská říše rozštěpila na větší množství suverénních knížectví či emirátů. Státy, které takto vznikly, měly hranice uspořádány buď na základě původních okresů či jiných administrativních jednotek, nebo podle rozdělení vládnoucích špiček státu mezi Araby, Berbery, španělské muslimy (tzv. Muládíe, kterých byla v Al-Andalusu téměř většina) a bývalé slovanské otroky z východní Evropy. Během rozkvětu taifských států v 11. století mezi sebou emírové (vládci) těchto států soutěžili nejen o vojenskou, ale i o kulturní převahu. Snažili se tedy získat na své dvory co nejvýznamnější a nejznámější básníky a řemeslníky. V době chalífátu často platily severní křesťanské státy svému mocnějšímu jižnímu sousedovi vynucené dávky. Nyní se situace obrátila a taifské státy se často musely zavázat k placení poplatků křesťanským státům, zejména pak království Leónu (později Kastílie).

### První období (11. století)
Seznam názvů států podle abecedy v moderní portugalštině nebo španělštině:
- Albarracín (1011–1104) – dobyto Almorávidy
- Algeciras (1035–1058) – dobyto Sevillou
- Almería (1011–1091) – dobyto Almorávidy
- Arcos (1011–1091) – dobyto Almorávidy
- Alpuente (1009–1106) – dobyto Almorávidy
- Badajoz (Batalyaws, 1009–1094) – dobyto Almorávidy
- Carmona (1013–1091) – dobyto Almorávidy
- Ceuta (1084–1147) – dobyto Almorávidy
- Córdoba (Cordova, 1031–1091) – vytvořena a spravována jako republika, dobyto Sevillou
- Dénia (1010/1012–1076) – dobyto Zaragozou
- Granada (Garnáta, 1013–1090) – dobyto Almorávidy
- Jérica (11. století, přesná doba neznámá) – dobyto Toledem
- Lisabon (Lisboa, 1022–?) – dobyto Badajozem
- Lorca (1051–1091) – dobyto Almorávidy
- Málaga (1026–1057/1058, 1073–1090) – dobyto Granadou, v druhém období dobyto Almorávidy
- Mallorca neboli Baleáry (1018–1203) – dobyto Almorávidy
- Mértola (1033–1091) – dobyto Almorávidy
- Molina (?–1100) – dobyto Aragonií
- Morón (1013–1066) – dobyto Sevillou
- Murcia (1011/1012–1065, 1065–1078) – dobyto Valencií, v druhém období dobyto Sevillou
- Murviedro a Sagunto (1086–1092) – dobyto Almorávidy
- Niebla (1023/1024–1091) – dobyto Sevillou
- Ronda (1039/1040–1065) – dobyto Sevillou
- Saltés a Huelva (1012/1013–1051/1053) – dobyto Sevillou
- Santa María del Algarve (1018–1051) – dobyto Sevillou
- Segorbe (1065–1075) – dobyto Almorávidy
- Silves (1040–1063) – dobyto Sevillou
- Sevilla (1023–1091) – dobyto Almorávidy
- Toledo (1010/1031–1085) – dobyto Kastilií
- Tortosa (1039–1060, 1081/1082–1092) – dobyto Zaragozou, v druhém období dobyto Déniou
- Valencia (1010/1011–1094) – dobyto El Cidem, který byl nominálně vazalem Kastílie
- Zaragoza (Saragossa, 1018–1046) – vládl zde rod Banú Tujib, poté vláda přešla na rod Banú Hud, podruhé (1046–1110) – dobyto Almorávidy, roku 1118 připadla Zaragoza Aragonii, zároveň vláda v Ruedě do roku 1030 – dobyto Aragonií

### Druhé období (12. století)
- Almería (1145–1147) – na krátko připadlo Kastílii a poté Almohadům
- Arcos – roku 1143 dobyto Almohady
- Badajoz (Batalyaws, 1145–1150) – dobyto Almohády
- Beja a Évora (1114–1150) – dobyto Almohady
- Carmona – osud tohoto státu během druhého taifského období je neznámý
- Constantina a Hornachuelos – data i osudy tohoto státu jsou neznámé
- Guadix a Baza (1145–1151) – dobyto Murcií
- Jaén (1145–1159) – dobyto Murcií, roku 1168 – dobyto Almohady
- Jerez – roku 1145  dobyto Almohady
- Mallorca – roku 1203 dobyto Almorávidy
- Málaga (1145–1153) – dobyto Almohady
- Mértola (1144–1145) – dobyto Badajozem, podruhé (1146–1151) – dobyto Almohady
- Murcia – roku 1145 dobyto Valencií, (1147–1172) – dobyto Almohady
- Niebla (1145–1150?) – dobyto Almohady
- Purchena – data a osudy tohoto státu jsou neznámé
- Ronda – roku 1145 dobyto Almorávidy
- Rueda (1118–1130) – dobyto Aragonií
- Santarém (?–1147) – dobyto Portugalskem
- Segura (1147–?) – osud tohoto státu je neznámý
- Silves (1144–1155) – dobyto Almohady
- Tavira – data a osudy tohoto státu jsou neznámé
- Tejada (1145–1150) – dobyto Almohady
- Valencia (1145–1172) – dobyto Almohady

### Třetí období (13. století)
- Arjona (1232–1244) – dobyto Kastílií
- Baeza (1224–1226) – dobyto Kastílií
- Ceuta (1233–1236) – dobyto Almorávidy, podruhé (1249–1305) – dobyto Marínovci
- Dénia (1224–1227) – dobyto Almohady
- Granada – období Nasrovců (1238–1492) se většinou nezapočítává do období taifských království, dobyto Kastílií, povstání Las Alpujarras (1568–1571) vypuklo po zákazu arabských a muslimských zvyklostí a pouze dva králové byli dosazeni povstalci na trůn
- Lorca (1240–1265) – dobyto Kastílií
- Menorca (1228–1287) – dobyto Aragonií
- Murcia (1228–1266) – dobyto Kastilií
- Niebla (1234–1262) – dobyto Kastilií
- Orihuela (1239/1240–1249/1250) – dobyto Murcií nebo Kastílií
- Valencia (1228/1229–1238) – dobyto Aragonií

### Almorávidé a Almohadé

Území ovládané Almohady a jeho dobývání španělskými křesťanskými státy

Kvůli svému slabému vojenskému potenciálu se taifská knížata obrátila na bojovníky ze severní Afriky (Almorávidy a Almohady) a po pádu Toleda (1085) pozvala Almorávidy do Al-Andalusu. Avšak místo pomoci muslimským státům Almorávidé většinu taifských států obsadili a začlenili do své říše. Později se i moc Almorávidů postupně začala vytrácet a jejich území na pyrenejském poloostrově se opět rozpadlo na řady menších nezávislých států jako dřív. Po pádu Lisabonu (1147) byli na Pyrenejský poloostrov tentokrát pozváni Almohadové a celý scénář se opakoval. Vojska severních křesťanských států posléze dobývala zbytky muslimského panství na poloostrově. Posledním z těchto států byla Granada, která padla roku 1492 do rukou katolických králů Isabely Kastilské a Ferdinanda Aragonského.